# 圣艾蒂安-德梅尔莫特
圣艾蒂安-德梅尔莫特（法語：Saint-Étienne-de-Mer-Morte，法語發音：[sɛ̃.t‿etjɛn də mɛʁ mɔʁt]）是法国大西洋卢瓦尔省的一个市镇，位于该省南部，属于南特区。该市镇总面积27.33平方公里，2009年时的人口为1413人。

## 地名
该市镇最初的名称为“Ecclesia de Mellomartis”，Mer-Morte为讹变，与意为“死海”的法语词“Mer-Morte”无关，该市镇和死海并无关联。

## 人口
圣艾蒂安-德梅尔莫特人口变化图示